# 海南省图书馆
海南省图书馆，简称海图，于2007年2月2日开馆，是中華人民共和國最新成立的一个省级公共图书馆。开馆时间除每周五下午闭馆其余时间均为9:00-20:30。

## 概况
海图主馆位于国兴大道36号，最初建筑面积约2.8万平方米，经2012年空间升级改造扩建后，建筑面积约3.5万平方米、设有10余个阅览室、1000多个阅览座位，电子阅览席300多个，同时拥有大量数字文献和网络系统供读者使用，还有报告厅、展览厅、餐厅、24小时自助借还机等辅助设施。

## 分馆
三沙市图书馆位于三沙市永兴岛三沙市政府办公楼内，建筑面积100平米，馆藏图书2万多册。由海南省图书馆和前西南中沙群岛办事处共办，于2009年4月23日开馆，是西沙群岛历史上第一座图书馆，同时也是中国最南端的图书馆。